# Jojo Mayer
Jojo Mayer est un batteur suisse, né le 18 janvier 1963 à Zurich.
Batteur de jazz, il est également célèbre pour sa capacité à jouer du drum and bass (habituellement issu de samples accélérés ou programmé sur des boîtes à rythmes) sur une batterie acoustique. Il appelle cette démarche "reverse engineering" (rétro-ingénierie), expression issue de l'informatique.
Il vit depuis 1991 à New York.

## Carrière
Fils du contrebassiste Vali Mayer, il grandit dans un environnement musical et apprend à jouer de la batterie en autodidacte. Il reçoit son premier set de batterie à l'âge de 2 ans et joue pour la première fois en public à 3 ans, à Hong Kong.
À 18 ans, il joue dans les plus grands festivals de jazz européens avec le groupe de Monty Alexander et acquiert ainsi une renommée internationale.
Installé ensuite à New-York, il s'investit dans de nombreux projets, live et studio.
Il crée Prohibited Beatz, un événement hebdomadaire réunissant DJ, musiciens et artistes de la scène d'avant-garde techno/multimédia/club new-yorkaise. C'est le terrain d'expression "live" des dernières tendances et mutations musicales issues de la culture DJ (telles que le drum and bass, le new-skool breaks ou le speed garage) et c'est aussi la rampe de lancement de son premier projet/groupe en solo, Nerve.
Il a joué ou enregistré avec de nombreux groupes ou musiciens aux styles très variés et cite Buddy Rich comme l'une de ses influences majeures.

## Discographie sélective
- The Art Of How To Fall / Rebekka Bakken
- Voices Of Time
- Screaming Headless Torsos
- Lunar Crush / David Fiuczynski - John Medeski
- Artistry in Rhythm / Vienna Art Orchestra
- Full Circle / Harry Sokal
- NYC Impressure / Harry Pepl Quartet
- Gulf / The Intergalactic Maiden Ballet feat. Eddie Harris and Dave Liebman
- Square Dance / The Intergalactic Maiden Ballet feat. John Zorn
- Harry Sokal Rave The Jazz, live in Zurich
- Depart
- Letters From Nowhere / Depart

## Vidéographie
DVD
- Secret Weapons for the Modern Drummer (Part I: Hand techniques)
- Secret Weapons for the Modern Drummer (Part II: Foot techniques)

## Matériel
Batterie Sonor, Cymbales Sabian, Baguettes Vic Firth, Pédale SONOR Perfect balance by Jojo Mayer, Siège Tama, Pieds Mapex, Visses Stagg, Peaux Evans, Timbre Pearl.